# 브리기테 닐센
브리기테 닐센(덴마크어: Brigitte Nielsen, 1963년 7월 15일 ~ )은 덴마크의 배우이자 가수이다. 여자임에도 불구하고 거의 185cm에 육박하는 큰 키와 다부진 체격으로 인해 여전사 배역을 많이 했으며 록키 4를 촬영하면서 만난 실베스터 스탤론과 결혼했으나 얼마 못 가 이혼했다. 실베스터 스탤론을 포함해서 총 5번 결혼했는데 현재의 남편은 1978년생의 이탈리아인 마티아 데시이다.

## 출연 작품

### 영화
- 레드 소냐
- 코브라
- 베버리 힐스 캅 2
- 록키 4
- 크리드 2